# Alexandru Furtunescu
Alexandru Furtunescu (n. 7 februarie 1912, Gura Teghii, Județul Buzău – d. 18 septembrie 1988, București) a fost un medic veterinar român, profesor universitar și specialist în genetică și zootehnie, membru al Academiei de Științe Agricole și Silvice. Este considerat unul dintre principalii fondatori ai școlii românești moderne de genetică și ameliorare a animalelor, contribuind semnificativ la dezvoltarea zootehniei generale și la implementarea metodelor științifice de ameliorare în creșterea animalelor.

## Biografie

### Copilărie și educație
Alexandru Furtunescu s-a născut la 7 februarie 1912, în comuna Gura Teghii din județul Buzău, într-o familie modestă. A urmat școala primară în satul natal, după care a absolvit liceul din Buzău. În 1932 s-a înscris la Facultatea de Medicină Veterinară din cadrul Universității București, unde a absolvit în 1937 ca student strălucit.
Încă din timpul studenției a fost remarcat pentru aptitudinile sale deosebite, fiind angajat ca preparator în laboratorul de biochimie al facultății imediat după absolvire. În mod excepțional, în același an 1937, a susținut și teza de doctorat cu titlul "Evoluția polipeptidemiei la caii operați", sub conducerea profesorului Al. Vlădescu, fapt rar întâlnit în epocă.

### Carieră profesională
Cariera profesională a lui Alexandru Furtunescu poate fi structurată în mai multe etape distincte:
Perioada activității practice (1940-1950)
- Șef al biroului tehnic la Direcția Creșterii Animalelor din Ministerul Agriculturii (1940-1941)
- Specialist la Herghelia Rădăuți, cea mai veche și prestigioasă herghelie a țării (1941-1948)
- Revenirea la Ministerul Agriculturii ca șef al serviciului tehnic din Direcția Creșterii Animalelor (1948-1950)

Această experiență practică i-a oferit o solidă pregătire profesională în domeniul zootehniei, care i-a fost deosebit de utilă în viitoarea carieră universitară.
Perioada universitară (1950-1977)
- Conferențiar la disciplina Zootehnie, Facultatea de Medicină Veterinară București (1950)
- Profesor universitar la aceeași disciplină (1951-1977)
- Decan al Facultății de Medicină Veterinară (1950-1952), fiind cel mai tânăr profesor care a ocupat această funcție în istoria facultății
- Prorector al Institutului Agronomic "N. Bălcescu" din București în două mandate: 1955-1957 și 1966-1968
- Șef al catedrei de Genetică și Ameliorarea Animalelor din cadrul Facultății de Zootehnie

După 1960, profesorul Furtunescu a predat cursul de Genetică la ambele facultăți (Medicină Veterinară și Zootehnie), demonstrând o vastă cultură științifică și capacități pedagogice deosebite. S-a pensionat în 1977, după 27 de ani de activitate universitară.
Pentru competența sa profesională, a ocupat numeroase funcții importante:
- Membru în Comisia de ameliorarea animalelor din cadrul Ministerului Agriculturii (1956-1975)
- Membru al Consiliului Național al Cercetării Științifice (1966-1969)
- Expert consultant pentru creșterea și ameliorarea animalelor în Departamentul Întreprinderilor Agricole de Stat (IAS)
- Membru al Academiei de Științe Agricole și Silvice (din 1969)

### Familie
Din documentele disponibile nu se cunosc detalii despre familia lui Alexandru Furtunescu.

## Activitate științifică
Alexandru Furtunescu a desfășurat o bogată activitate științifică, publicând 84 de lucrări în domeniul zootehniei generale și geneticii, deși a devenit universitar la o vârstă relativ înaintată (38 de ani). Cercetările sale pot fi grupate în mai multe direcții principale:
Zootehnie generală
A elaborat studii fundamentale privind principiile și metodele zootehniei moderne, cu accent pe indicii corporali și utilizarea lor practică, particularitățile creșterii diferitelor rase de animale în diverse zone geografice ale României și principiile biologice ale reproducției animalelor domestice.
Lucrări reprezentative:
- "Despre indicii corporali și folosirea lor în zootehnie" (1957)
- "Cercetări asupra creșterii taurinelor din rasa Brună din zona subcarpatică a Munteniei" (1960)
- "Reproducția animalelor domestice în concepția noii biologii" (1952)

Selecție și ameliorare
A dezvoltat concepte și metode științifice pentru ameliorarea raselor de animale, bazate pe principiile geneticii moderne, punând accent pe creșterea în linii, încrucișările dirijate și selecția științifică.
Lucrări reprezentative:
- "Creșterea în linii, metodă avansată de perfecționare a raselor" (1955)
- "Bazele biologice ale încrucișărilor și câteva aspecte ale aplicării lor în practică" (1953)
- "Bazele științifice ale lucrărilor de selecția animalelor" (1956)
- "Concepția despre rasă în lumina noii biologii" (1955)

Aplicații ale geneticii în zootehnie
A fost unul dintre pionierii aplicării principiilor geneticii moderne în ameliorarea animalelor din România, realizând cercetări privind ereditatea unor caractere specifice, determinarea sexului și utilizarea markerilor genetici în selecție.
Lucrări reprezentative:
- "Cercetări privitoare la ereditatea unor particularități de microstructură la metiși proveniți din tauri Hereford și vaci din unele rase locale" (1961)
- "Sexul fenotipic și sexul genetic la porcii intersecși" (1968)
- "Urmărirea dinamicii structurii genetice a populațiilor cu ajutorul tipurilor de hemoglobină" (1969)
- "Determinarea valorii de ameliorare a reproducătorilor" (1975)

Cercetări în domeniul medicinei veterinare
A realizat studii specifice în domeniul său de formare inițială, medicina veterinară, cu aplicații în zootehnie și producția animală.
Lucrări reprezentative:
- "Cercetări comparative asupra dezvoltării intrauterine a glandei mamare la diferite rase de vaci din RPR"
- "Folosirea preparatelor de splină și ficat pentru stimularea îngrășării la taurine și porcine" (1961)
- "Verificarea rezistenței prin enzinopenia postinsulinică" (1961)

## Lucrări
Alexandru Furtunescu a publicat numeroase tratate, manuale și cursuri universitare care au constituit repere fundamentale în literatura de specialitate românească din a doua jumătate a secolului XX:
Tratate și manuale de zootehnie generală
- Zootehnie generală, volumul I și II, manual pentru școlile tehnice agricole și veterinare (1953, 1955), 180 pagini, format A4
- Zootehnie generală, volumul I (459 pagini) și volumul II (397 pagini), Editura Agrosilvică de Stat (1958) - un tratat comprehensiv bazat pe o bibliografie de 398 titluri din literatura mondială de specialitate
- Zootehnie generală, ediția a II-a, Editura Agrosilvică (1965), cu accent sporit pe problemele de ameliorare
- Zootehnie generală și genetică, curs pentru studenții de la medicină veterinară, Editura Didactică și Pedagogică (1971), 344 pagini

Lucrări de genetică
- Genetica populațiilor pentru zootehniști, traducere după Wilhelm Stahl și colaboratorii, Editura Ceres (1973)
- Determinarea valorii de ameliorare a reproducătorilor, Editura Ceres (1975), 242 pagini - o lucrare originală cu profund fond științific și caracter practic aplicativ

Lucrări enciclopedice
- Cartea specialistului în creșterea animalelor (coordonator), Editura Ceres (1966), în două volume de dimensiuni impresionante: volumul I Zootehnie (1200 pagini) și volumul II Patologie (1000 pagini) - o lucrare de referință pentru specialiștii din domeniul zooveterinar timp de peste trei decenii

Structura tratatului său de "Zootehnie generală" (1958) demonstrează abordarea sa științifică riguroasă și complexă, acoperind toate aspectele fundamentale ale disciplinei:
- Noțiuni introductive
- Originea și evoluția lumii agronomice
- Despre specie. Proveniența speciilor domestice
- Însușirile individuale ale animalelor domestice
- Despre rasă
- Elemente de statistică a variațiunilor
- Elemente de ecologia animalelor domestice
- Înmulțirea animalelor domestice
- Elemente de genetică animală
- Creșterea tineretului animal
- Selecția și potrivirea perechilor
- Metode de creștere

## Premii și recunoaștere
Pentru activitatea sa științifică și profesională, Alexandru Furtunescu a primit numeroase distincții și recunoașteri:
- Doctor în medicină veterinară (1937)
- Doctor docent în științe (1965)
- Certificat de capacitate în medicină veterinară (drept de liberă profesie)
- Membru al Academiei de Științe Agricole și Silvice (din 1969)
- Medalia "Eliberarea patriei de sub jugul fascist" (1959)
- Medalia "În cinstea încheierii colectivizării agriculturii" (1962)
- "Medalia Muncii" (1964)
- Medalia "Meritul științific"

De asemenea, a fost recunoscut ca unul dintre cei mai valoroși profesori ai Institutului Agronomic București, contribuind semnificativ la formarea a numeroase generații de specialiști în domeniul zootehniei și medicinei veterinare.

## Recunoaștere internațională
Alexandru Furtunescu a beneficiat de perioade scurte de pregătire și schimb de experiență la instituții prestigioase din străinătate:
- Institutul Agronomic Sofia, Bulgaria (1955)
- Facultatea de Medicină Veterinară Kosice, Cehoslovacia (1962)
- Sesiunea internațională festivă de zootehnie, Rostock, Germania (1964)
- Simpozionul internațional de zootehnie, Milano, Italia (1967)
- Universitatea Agrară Gödölö, Ungaria (1967)
- Instituții de cercetare și învățământ din Anglia (1968)

Aceste vizite i-au permis să se familiarizeze cu cele mai noi tendințe în domeniul zootehniei și geneticii la nivel european, contribuind la modernizarea cercetării și învățământului zootehnic din România.

## Contribuții suplimentare
Pe lângă activitatea didactică și științifică, Alexandru Furtunescu a avut contribuții semnificative în alte domenii conexe:
Modernizarea concepțiilor în zootehnie
A promovat o viziune modernă asupra conceptelor fundamentale din zootehnie, bazată pe cunoștințele de genetică și biologie moleculară disponibile în epocă. A realizat o sinteză originală între genetica populațiilor și metodele practice de ameliorare, contribuind la fundamentarea științifică a zootehniei românești.
Formarea specialiștilor
Din 1963 până în 1978 a fost conducător de doctorat, formând numeroși specialiști în domeniul ameliorării animalelor. De asemenea, a contribuit la elaborarea programelor școlare pentru învățământul zoo-veterinar de nivel mediu și superior, fiind membru în comisiile de specialitate încă din 1952.
Contribuția la literatura de specialitate
Prin traducerea unor lucrări fundamentale din domeniul geneticii populațiilor și prin elaborarea propriilor tratate, a contribuit semnificativ la dezvoltarea literaturii de specialitate în limba română, într-o perioadă în care accesul la informația științifică internațională era limitat.
Aplicarea practică a cercetărilor
A menținut o legătură strânsă cu practica zootehnică, asigurând transferul rezultatelor cercetărilor sale către sectorul productiv. Ca expert consultant pentru creșterea și ameliorarea animalelor în sistemul IAS, a contribuit la implementarea metodelor științifice moderne în fermele de stat.
Profesorul Alexandru Furtunescu face parte din cea de-a doua generație de mari zootehniști români, alături de Emil Negruțiu, Virgil Gligor și Emil Roșu, continuând tradiția înaintașilor precum Nicolae Filip, Agricola Cardaș, Gheorghe Constantinescu și Constantin Băicoianu, și ridicând știința zootehnică românească la standarde europene.